# Лебединець Олександр Олександрович
Олекса́ндр Олекса́ндрович Лебединець (нар. 8 серпня 1984, Золочів, Харківська область, УРСР, СРСР) — колишній український футболіст, що грав на позиції нападника. Найбільш відомий виступами за харківський «Геліос».

## Клубна кар'єра
Вихованець харківського футболу, грав у юнацьких командах УФК (Харків), «Світанок» та ДЮСШ-9.
У дорослому футболі дебютував 29 травня 2001 року за фарм-клуб харківського «Металіста» «Металіст-2», вийшовши на 56-тій хвилині у матчі проти полтавської «Ворскли-2». Загалом за «Металіст-2» відіграв у Другій лізі 24 матчі, забивши 1 гол у ворота ромненського «Електрона».
У 2003 році перейшов до складу харківського «Геліоса», де відіграв шість із половиною сезонів, зігравши у Першій та Другій лігах чемпіонату України 184 матчі. У складі команди був одним із головних бомбардирів, забивши за клуб у іграх чемпіонату 24 голи.
Серед команд, де планував продовжувати свою кар'єру була луцька «Волинь», проте через непорозуміння з тренером команди так і не деб'ютував у Луцьку, а також запорізький «Металург».
У 2010 році встиг відіграти 11 матчів за івано-франківське «Прикарпаття», проте не затримався надовго у цій команди. Футболіст мав проблеми із спиною, коли грав за Прикарпаття, де й намагався підтримувати свою фізичну форму.
Того ж року перейшов до білоцерківського «Арсеналу», куди його запросив Олег Сокірко, один з тренерів команди. Відіграв за цю команду 86 матчів у національному чемпіонаті, відзначившись дев'ятьма голами.
Після цього виступав за аматорські «Маяк» (Валки), «Чайка» (Петропавлівська Борщагівка).
Завершив кар'єру у 2016 році виступами за «Сокіл» (Михайлівка-Рубежівка), з яким виграв Кубок та Суперкубок Київської області 2016.

## Статистика виступів
Статистика клубних виступів на професійному рівні.
| Клуб                    | Сезон              | Чемпіонат | Чемпіонат | Кубок | Кубок | Загалом | Загалом |
| Клуб                    | Сезон              | Ігор      | Голів     | Ігор  | Голів | Ігор    | Голів   |
| ----------------------- | ------------------ | --------- | --------- | ----- | ----- | ------- | ------- |
| «Металіст-2» (Харків)   | 2000—01            | 1         | 0         | 0     | 0     | 1       | 0       |
| «Металіст-2» (Харків)   | 2001—02            | 12        | 0         | 0     | 0     | 12      | 0       |
| «Металіст-2» (Харків)   | 2002—03            | 11        | 1         | 0     | 0     | 11      | 1       |
| «Металіст-2» (Харків)   | Загалом            | 24        | 1         | 0     | 0     | 24      | 1       |
| «Геліос»                | 2003—04            | 28        | 4         | 1     | 0     | 29      | 4       |
| «Геліос»                | 2004—05            | 27        | 3         | 1     | 0     | 28      | 3       |
| «Геліос»                | 2005—06            | 33        | 3         | 1     | 0     | 34      | 3       |
| «Геліос»                | 2006—07            | 33        | 3         | 1     | 0     | 34      | 3       |
| «Геліос»                | 2007—08            | 35        | 9         | 2     | 1     | 37      | 10      |
| «Геліос»                | 2008—09            | 24        | 2         | 2     | 0     | 26      | 2       |
| «Геліос»                | 2009—10            | 4         | 0         | 1     | 0     | 5       | 0       |
| «Геліос»                | Загалом            | 184       | 24        | 9     | 1     | 193     | 25      |
| «Прикарпаття»           | 2009—10            | 11        | 1         | 0     | 0     | 11      | 1       |
| «Прикарпаття»           | Загалом            | 11        | 1         | 0     | 0     | 11      | 1       |
| «Арсенал» (Біла Церква) | 2010—11            | 32        | 4         | 0     | 0     | 32      | 4       |
| «Арсенал» (Біла Церква) | 2011—12            | 33        | 4         | 0     | 0     | 33      | 4       |
| «Арсенал» (Біла Церква) | 2012—13            | 21        | 1         | 0     | 0     | 21      | 1       |
| «Арсенал» (Біла Церква) | Загалом            | 86        | 9         | 0     | 0     | 86      | 9       |
| «Арсенал» (Біла Церква) | Загалом за кар'єру | 305       | 35        | 9     | 1     | 314     | 36      |

## Досягнення
- Володар Кубку Київської області (1): 2016
- Володар Суперкубку Київської області (1): 2016